# Караджалар
Караджалар (на македонска литературна норма: Караџалар) е село в източната част на Северна Македония, община Радовиш.

## География
Селото е разположено в южните склонове на планината Плачковица, северно от Радовиш между Калаузлия и Щурово.

## История
В XIX век Караджалар е турско село в Радовишка кааза на Османската империя. Според статистиката на Васил Кънчов („Македония. Етнография и статистика“) от 1900 година Караджалиите има 100 жители, всички турци.
След Междусъюзническата война в 1913 година селото попада в Сърбия.
Според Димитър Гаджанов в 1916 година в Караджали живеят 37 турци.